# RAN Women’s Sevens 2023
Rugby Americas North Women’s Sevens 2023 – osiemnaste mistrzostwa strefy RAN w rugby 7 kobiet, oficjalne międzynarodowe zawody rugby 7 o randze mistrzostw kontynentu organizowane przez Rugby Americas North mające na celu wyłonienie najlepszej żeńskiej reprezentacji narodowej w tej dyscyplinie sportu w strefie RAN, które odbyły się wraz z turniejem męskim w kanadyjskim Langford w dniach 19–20 sierpnia 2023 roku. Areną zmagań był Starlight Stadium. Turniej służył również jako kwalifikacja do turnieju rugby 7 na Letnich Igrzyskach Olimpijskich 2024.

## Informacje ogólne
Rugby Canada otrzymał prawa do organizacji kontynentalnego turnieju pod koniec marca 2023 roku planując jego rozegranie na Starlight Stadium będącym gospodarzem sześciu edycji Canada Women’s Sevens. Zaproszenie było wystosowane do wszystkich trzynastu związków rugby z tego regionu afiliowanych przy World Rugby, początkowo przyjęło je sześć reprezentacji (podzielonych na trzy trzyzespołowe grupy), następnie ich liczba spadła do pięciu, a ostatecznie do czterech. Rywalizowały one w pierwszej fazie systemem kołowym w ramach jednej grupy o rozstawienie przed półfinałami. Stawką mistrzostw prócz medali były także bezpośredni awans do turnieju rugby 7 na Letnich Igrzyskach Olimpijskich 2024 dla triumfatora oraz dla kolejnych dwóch zespołów prawo gry w turnieju barażowym do LIO 2024.
W zawodach – w pięciu meczach tracąc jedynie siedem punktów – triumfowały reprezentantki Kanady kwalifikując się tym samym na LIO 2024, pozostali medaliści – Meksyk oraz Jamajka – awansowali zaś do światowego turnieju barażowego.
Zawody były transmitowane m.in. przez CBC.

## Faza grupowa
| 19 lipca 202311:36 | Saint Lucia | 0:59 | Kanada | Starlight Stadium, Langford |
| 19 lipca 202311:36 |             | 0:59 |        | Starlight Stadium, Langford |

| 19 lipca 202311:58 | Meksyk | 7:10 | Jamajka | Starlight Stadium, Langford |
| 19 lipca 202311:58 |        | 7:10 |         | Starlight Stadium, Langford |

| 19 lipca 202314:20 | Kanada | 53:0 | Jamajka | Starlight Stadium, Langford |
| 19 lipca 202314:20 |        | 53:0 |         | Starlight Stadium, Langford |

| 19 lipca 202314:42 | Saint Lucia | 5:19 | Meksyk | Starlight Stadium, Langford |
| 19 lipca 202314:42 |             | 5:19 |        | Starlight Stadium, Langford |

| 19 lipca 202317:04 | Jamajka | 33:10 | Saint Lucia | Starlight Stadium, Langford |
| 19 lipca 202317:04 |         | 33:10 |             | Starlight Stadium, Langford |

| 19 lipca 202317:26 | Meksyk | 0:82 | Kanada | Starlight Stadium, Langford |
| 19 lipca 202317:26 |        | 0:82 |        | Starlight Stadium, Langford |

## Faza pucharowa

### Cup
|  |               |             |           |                   |    |        |        |       |
|  | Półfinały     | Półfinały   | Półfinały |                   |    | Finał  | Finał  | Finał |
|  | Półfinały     | Półfinały   | Półfinały |                   |    | Finał  | Finał  | Finał |
|  | 20 lipca 2023 |             |           |                   |    |        |        |       |
|  |               |             |           |                   |    |        |        |       |
|  | Jamajka       | Jamajka     | 12        |                   |    |        |        |       |
|  | Jamajka       | Jamajka     | 12        | 20 lipca 2023     |    |        |        |       |
|  | Meksyk        | Meksyk      | 19        |                   |    |        |        |       |
|  | Meksyk        | Meksyk      | 19        |                   |    | Meksyk | Meksyk | 0     |
|  | 20 lipca 2023 |             |           |                   |    | Meksyk | Meksyk | 0     |
|  |               |             | Kanada    | Kanada            | 53 |        |        |       |
|  | Kanada        | Kanada      | Kanada    | Kanada            | 53 | 41     |        |       |
|  | Kanada        | Kanada      |           |                   |    |        |        |       |
|  | Saint Lucia   | Saint Lucia | 7         |                   |    |        |        |       |
|  | Saint Lucia   | Saint Lucia | 7         | Mecz o 3. miejsce |    |        |        |       |
|  |               |             |           |                   |    |        |        |       |
|  | 20 lipca 2023 |             |           |                   |    |        |        |       |
|  |               |             |           |                   |    |        |        |       |
|  | Jamajka       | Jamajka     | 27        |                   |    |        |        |       |
|  | Jamajka       | Jamajka     | 27        |                   |    |        |        |       |
|  | Saint Lucia   | Saint Lucia | 12        |                   |    |        |        |       |
|  | Saint Lucia   | Saint Lucia | 12        |                   |    |        |        |       |

| 20 lipca 202313:08 | Jamajka | 12:19 | Meksyk | Starlight Stadium, Langford |
| 20 lipca 202313:08 |         | 12:19 |        | Starlight Stadium, Langford |

| 20 lipca 202313:35 | Kanada | 41:7 | Saint Lucia | Starlight Stadium, Langford |
| 20 lipca 202313:35 |        | 41:7 |             | Starlight Stadium, Langford |

| 20 lipca 202316:28 | Meksyk | 0:53 | Kanada | Starlight Stadium, Langford |
| 20 lipca 202316:28 |        | 0:53 |        | Starlight Stadium, Langford |

| 20 lipca 202315:57 | Jamajka | 27:12 | Saint Lucia | Starlight Stadium, Langford |
| 20 lipca 202315:57 |         | 27:12 |             | Starlight Stadium, Langford |

## Klasyfikacja końcowa
| Miejsce | Reprezentacja | Uwagi                                                        |
| ------- | ------------- | ------------------------------------------------------------ |
| 1       | Kanada        | awans na: LIO 2024                                           |
| 2       | Meksyk        | awans do: baraży o LIO 2024, kwalifikacji do WSS (2024/2025) |
| 3       | Jamajka       | awans do: baraży o LIO 2024                                  |
| 4       | Saint Lucia   | -                                                            |